# Kobresia sanguinea
Kobresia sanguinea là loài thực vật có hoa trong họ Cói. Loài này được (Boott) Raymond mô tả khoa học đầu tiên năm 1965.